# Зозуля Андрій Лук'янович
Андрі́й Лук'я́нович Зозу́ля (1923–1989, у деяких джерелах 1984) — молодший лейтенант Радянської Армії, учасник німецько-радянської війни, Герой Радянського Союзу.

## Короткий життєпис
Народився 14 жовтня 1923 року в селі Любомирівка (нині Криничанський район Дніпропетровської області). Закінчив дев'ятирічну школу, працював у колгоспколгоспі.
Указом Президії Верховної Ради СРСР від 20 грудня 1943 року за зразкове виконання бойових завдань командування на фронті боротьби з німецько-фашистськими загарбниками і проявлені при цьому мужність і героїзм, гвардії червоноармійцеві Зозулі Андрію Лук'яновичу присвоєно звання Героя Радянського Союзу з врученням ордена Леніна і медалі «Золота Зірка» (№ 1458).
У липні 1941 року мобілізований до РА, відправлений на фронт. Станом на жовтень 1943 року — навідник гармати 196-го гвардійського артилерійського полку 89-ї гвардійської стрілецької дивізії, 37-а армія, Степовий фронт.
1 жовтня 1943 року Андрій Зозуля з розрахунком переправився через Дніпро біля села Келеберда (Кременчуцький район) і активно брав участь у бою за здобуття й утримання плацдарму на західному березі річки. 16 жовтня біля села Ганнівка брав участь у відбитті нацистської контратаки, знищив 2 танки та 1 САУ.
1945 року закінчив курси молодших лейтенантів, 1947-го звільнився в запас. 1950 року закінчив Дніпопетровську дворічну сільськогосподарську школу. Працював інструктором Криничанського райкому КПРС, по тому з 1953 — директором Богуславської птахофабрики в Павлоградському районі.
Помер 2 листопада 1989 року.

## Вшанування
- Герой Радянського Союзу — 20 грудня 1943, № 1458,
- орден Леніна
- орден Жовтневої Революції
- орден Вітчизняної війни 1 ступеня
- орден Вітчизняної війни 2 ступеня